# Casa Da Lazzaro
La casa Da Lazzaro di Praga è situata nella piazza della Città Vecchia della città. Le sue volte romaniche testimoniano le antichità dell'edificio, che è stato ristrutturato nel XV secolo in stile rinascimentale.